# Rockin' Robin
Rockin' Robin è un brano musicale scritta da Leon René con lo pseudonimo Jimmie Thomas incisa e poi pubblicata dal cantante Bobby Day nel 1958 nel singolo Rock-In Robin/Over and Over. Il brano raggiunse la seconda posizione della classifica generale di Billboard. Fu il solo singolo di successo del cantautore.

## Cover
- Nel 1972 Michael Jackson registrò una sua versione della canzone che fu poi inserita nel suo album d'esordio come solista Got to Be There. Venne successivamente estratta come singolo
- La cantante britannica Lolly reinterpretò il brano nel 1999 inserendolo poi nel lato B del suo singolo Big Boys Don't Cry.
- Paul Anka rivisitò la canzone in chiave swing per il suo album Rock Swings del 2005.
- I Miami Showband hanno riproposto la versione di Jackson.
- Il gruppo britannico McFly ha spesso eseguito il brano, soprattutto nel periodo di Natale.
- Nell'ottava stagione di American Idol la concorrente Megan Joy cantò questa canzone durante la settimana dedicata a Michael Jackson.

## Classifiche
| Classifica                             | Posizione |
| -------------------------------------- | --------- |
| Classifica generale di Billboard (USA) | 2         |